# エレナ・ラガディノヴァ

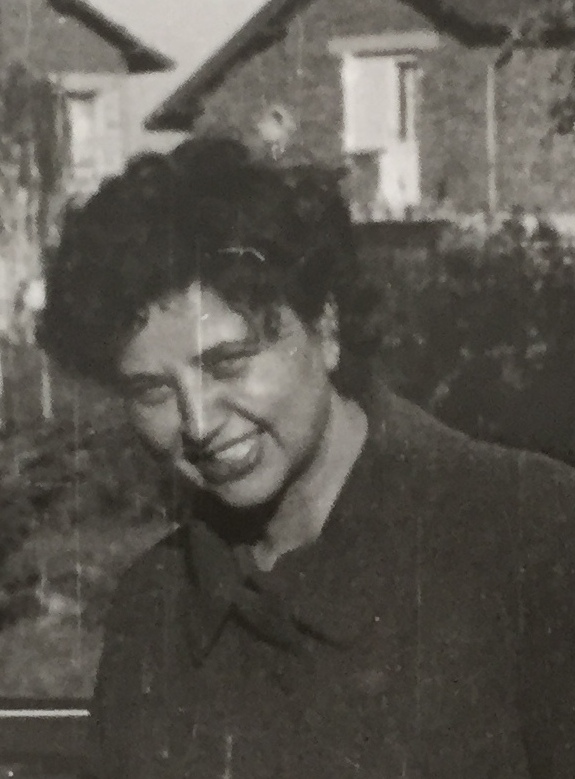
エレナ・ラガディノヴァ

エレナ・ラガディノヴァ（ブルガリア語: Елена Атанасова Лагадинова; 1930年5月9日 – 2017年10月29日）は、ブルガリアの政治家、農学者、遺伝子工学者。
第二次世界大戦中、最年少の女性パルチザンとしてナチスドイツの占領に抵抗した。11歳でレジスタンスに参加し、14歳になる頃には本格的な戦闘に加わっていた。
1945年に戦争が終わると、ラガディノヴァは農業生物学の博士号を取得し、ブルガリア科学アカデミーで研究者となる。新種の小麦であるライ小麦を開発し、集団農場の生産性向上に貢献した。この功績によりブルガリア政府からキリル・メトディウス勲章を授与された。
1968年、ブルガリア祖国戦線幹部およびブルガリア女性運動委員会の会長に就任。産休・育休制度を立ち上げるなど、働く女性のための法制度の整備と運用に大きく貢献した。国際的にも活躍し、他国の活動家と協力して各国の女性組織の連携を築いたほか、1985年には国連の女性訓練研究所のメンバーに就任した。
2017年10月29日、ブルガリアのソフィアにある退職者施設で亡くなった。

## 第二次世界大戦
第二次世界大戦中、ブルガリアはナチスと同盟関係にあった。1941年にはブルガリアのユダヤ人の市民権を抹消する「国民保護法」が制定された。また同年、ブルガリアはナチスドイツのバルカン侵攻を支援した。これによりユーゴスラビア東部の大半の地域が占領され、約2万人のユダヤ人が家を追われた。当時のブルガリアでナチスに抵抗して戦っていたレジスタンスの大半はコミュニストであり、エレナ・ラガディノヴァの家族も全員がそうだった。1944年にブルガリア王がパルチザンを一掃する目的で憲兵隊を派遣し、ラガディノヴァの家にもグレネードを持った憲兵隊が押しかけてきた。エレナ・ラガディノヴァはなんとかこれを逃れ、ピリン山脈に身を隠した。
こうして山に逃れたあと、1944年夏にラガディノヴァは戦闘に参加しはじめ、第二次世界大戦中のブルガリアにおける最年少の女性パルチザンとなった。11歳の頃から後方支援に参加していたが、14歳で兄弟とともに武器を取り、ナチスおよびブルガリア王政に抵抗して戦った。ラガディノヴァはまた市中で他のメンバーにメッセージを届ける危険な任務も受け持っていた。ラガディノヴァは生き延びたが、兄弟のアッセンは憲兵隊に捕らえられ、首をはねられた。
戦争中、ラガディノヴァはその勇敢さと不屈の精神により「アマゾン」というニックネームで呼ばれていた。彼女をモチーフにしたポスターやスローガンが大量に作られた。ブルガリアのソフィアからロシアのモスクワまで、各地の子ども向け雑誌が彼女の勇気を称え、「アマゾンのように強くなろう」というスローガンを掲げた。

## 植物遺伝学への貢献
第二次世界大戦の終戦後、ラガディノヴァはモスクワにあるティミリアゼフ農学アカデミーで農業生物学の博士号を取得。さらにイギリスとスウェーデンで研究を続けた。その後ソフィアに戻り、ブルガリア科学アカデミーで研究員および農業遺伝学者として13年間勤務。そこで小麦の強健な交配種であるライ小麦（トリチカレ）の開発に貢献し、集団農場の生産性を大きく向上させた。1959年、植物遺伝学における高い業績が認められ、ブルガリア政府からキリル・メトディウス勲章を授与された。 

## 政治家として
ラガディノヴァの監視役となった党幹部がブルガリア科学アカデミーの研究に介入しようとしたことをきっかけに、ラガディノヴァはソ連のレオニード・ブレジネフに手紙を書いた。手紙のなかでラガディノヴァは、科学技術に無知な党幹部が研究の妨げをしている状況への懸念を示し、ソ連の力添えを得ようとした。しかしこの手紙はブルガリア共産党書記長であるトドル・ジフコフの手に渡った。1968年、ジフコフはラガディノヴァに対し、ブルガリア祖国戦線幹部およびブルガリア女性運動委員会会長の座に就くことを強要した。
ブルガリア政治局は女性を労働市場に組み込むための政策をかねてから進めていた。工学など男性中心だった分野において女性に正式な教育訓練を施すことを国が支援し、さらに妊娠中絶の合法化と離婚の条件緩和によって女性の経済的自立を後押しした。1965年までに、ブルガリアは世界でもっとも女性の労働参加率が高い国になるだろうと予測された。しかしこれらの政策によって出生率が低下すると、将来的な労働力不足の懸念が持ち上がってきた。そこで国は、科学に造詣の深いラガディノヴァに少子化の画期的な解決策を期待した。隣国ルーマニアの例にならって中絶をふたたび禁止すべきだ、という声も政権内では強まっていた。
状況を把握するため、ラガディノヴァはブルガリア女性運動委員会を率い、中央統計局およびブルガリアでもっとも発行部数の多い女性誌『Woman Today』の編集部と協力して、働く女性に対するアンケート調査を1969年に実施した。16,000件以上の回答から見えてきたのは、ブルガリアの女性の大多数がもっと子どもをほしいと思っているが、仕事と育児の両立に苦しんでいて余裕がないという状況だった。また7歳未満のブルガリアの子どもの12％が、日中に誰も見てくれる人がなく、子どもだけで放置されていることも明らかになった。ブルガリア女性運動委員会は、国が女性に有給の育児休暇を提供するとともに、より多くの人が保育園や幼稚園を使えるよう整備すべきだと提言した。
ブルガリア女性運動委員会はまた、職場における女性支援策を整備する上でも大きな役割を果たした。たとえば子どもがいる女性の労働時間を短縮したり、品質の高い女性用衣料品の不足に対処するなどの策を講じた。1975年までに、ブルガリアの女性には120日間の産前産後休暇が保障され、それに加えて国の定める最低賃金で6ヶ月の有給休暇が取れることになった。また無給ではあるが3年間は育児のために職場を離れることが可能で、その後は幼稚園の空きが確保された。休暇を終えたあとは元の職場で働くことができるように、雇用主には育児休暇を取った女性の雇用を続けることが法的に義務づけられた。

## 引退後
1989年にラガディノヴァは公職を去った。引退から27年後、アメリカの民族学者クリステン・ゴドシーのインタビューを受け、「自分の信じるもののために戦いなさい」と語った。2017年10月29日、ラガディノヴァはブルガリアのソフィアで、就寝中に亡くなった。